# Banagavadi, Tirumakudal Narsipur
Banagavadi là một làng thuộc tehsil Tirumakudal Narsipur, huyện Mysore, bang Karnataka, Ấn Độ.